# Jacob Zuma
Jacob Gedleyihlekisa Zuma, född 12 april 1942 i Nkandla, KwaZulu-Natal, är en sydafrikansk politiker. Han var tidigare ledare för African National Congress (ANC) och var Sydafrikas president mellan den 9 maj 2009 och 14 februari 2018. 

## Politisk karriär
Jacob Zuma tillhör folkgruppen zulu, som annars traditionellt brukar rösta på Inkatha, och är öppet polygam. Han gifte sig 2009 för sjätte gången utan att vara skild från alla tidigare hustrur.Jacob Zuma efterträdde Thabo Mbeki som vicepresident i Sydafrika den 14 juni 1999 när Mbeki valdes till president. Zuma avskedades dock från posten av president Mbeki 2005 på grund av anklagelser om korruption. Zuma kvarstod dock som ANC:s vice ordförande och hade, som en mer vänsterinriktad politiker än Mbeki, ett starkt stöd inom ANC och dess allianspartner. Konflikten fortsatte med spionanklagelser. I december 2005 anklagades Zuma för våldtäkt. Zuma, som var ordförande i det nationella Aids-rådet, hade oskyddat samlag fast han var medveten om att kvinnan var HIV-positiv men ursäktade sig med att han tog en dusch efteråt. Han friades året därpå från anklagelserna.
Under 2007 ställde Zuma upp som kandidat till partiledarposten inom ANC. Ärkebiskop Desmond Tutu uppmanade ANC:s medlemmar att inte rösta på Zuma på grund av tidigare åtal. Zuma vann dock valet över Mbeki och blev därmed partiledare för African National Congress. Under 2008 nominerades han av som främsta presidentkandidat av sitt parti till presidentvalet 2009, som han vann.
Zuma var inför valen bland annat kritisk till Mbekis ovilja att kritisera Robert Mugabes regim (Mbekis ”tysta diplomati”) och medling i frågan om situationen i Zimbabwe. Valet av Zuma som partiledare för ANC sågs därför av många som ett steg mot en ny skarpare syn gentemot Mugabes regim.
År 2016 dömdes Zuma till brott mot författningen efter att hans privata bostad renoverats för statliga pengar, motsvarande över 100 miljoner kronor. Zuma bad landets folk om ursäkt, men nya anklagelser om korruption och växande krav på hans avgång ledde till att han den 18 december 2017 ersattes som partiledare för ANC av Cyril Ramaphosa. Den 14 februari 2018 avgick Zuma som president. Han efterträddes av Cyril Ramaphosa.
Den 17 september 2021 bekräftade Sydafrikas högsta domstol domen mot Jacob Zuma till 15 månaders fängelse för domstolstrots.

## Övrigt
I mars 2007 vigdes Zuma till pastor i Foundation of the Apostles Congregational Church.